# Android Cupcake
Android 1.5 Cupcake, phiên bản Android thứ hai được phát triển bởi Google, là một phiên bản quan trọng được phát hành tới các thiết bị chạy Android vào tháng 5 năm 2009. Phiên bản này bao gồm các tính năng cho người dùng và nhà phát triển, cũng như các thay đổi trên API của nền tảng Android. Với lập trình viên, nền tảng Android 1.5 có thể được tải về trong bộ Android SDK.